# Top Gun: Maverick
Top Gun: Maverick är en amerikansk action-dramafilm från 2022. Filmen är regisserad av Joseph Kosinski, med manus skrivet av Ehren Kruger, Eric Warren Singer och Christopher McQuarrie. 
Filmen är en uppföljare till Top Gun från 1986 och har liksom föregångaren Tom Cruise i huvudrollen som en pilot i USA:s flotta som genomgått utbildningen vid TOPGUN.

## Handling
Filmen börjar, likt föregångaren, med förtexter med samtidens stridsflygplan, Boeing F/A-18E/F Super Hornet och Lockheed Martin F-35 Lightning II, som katapultstartar och vajerlandar från ett hangarfartyg i Nimitz-klassen. 
30 år efter händelserna i Top Gun arbetar kommendör Pete "Maverick" Mitchell (Tom Cruise) som testpilot vid China Lake i Mojaveöknen. Trots Mavericks många prestationer och utmärkelser genom åren, har hans rebelliska natur hindrat honom från att befordras till flaggman. När Scramjetflygplanet från Lockheed Martins Skunk Works hotas av nedläggning, till förmån för drönare, bestämmer sig Maverick att flyga en sista gång för att slå det hypersoniska hastighetsrekordet.
Efter att ha slagit rekordet på Mach 10 och överlevt en krasch mot alla odds tänkte sig konteramiral Chester "Hammer" Cain (Ed Harris) få honom bort från flottans flyg för gott. Men i grevens tid lyckas Mavericks vän och tidigare rival från första filmen, amiral Tom "Iceman" Kazansky (Val Kilmer), som numer är en 4-stjärnig amiral och chef for USA:s stillahavsflotta för honom överförd till Naval Air Station North Island för att träna nyligen examinerade TOPGUN-elever för ett specialuppdrag mot en främmande makt. En av de yngre piloterna är Bradley "Rooster" Bradshaw, son till Maverick framlidne navigatör "Goose" (som dog i första filmen).

## Rollista (i urval)

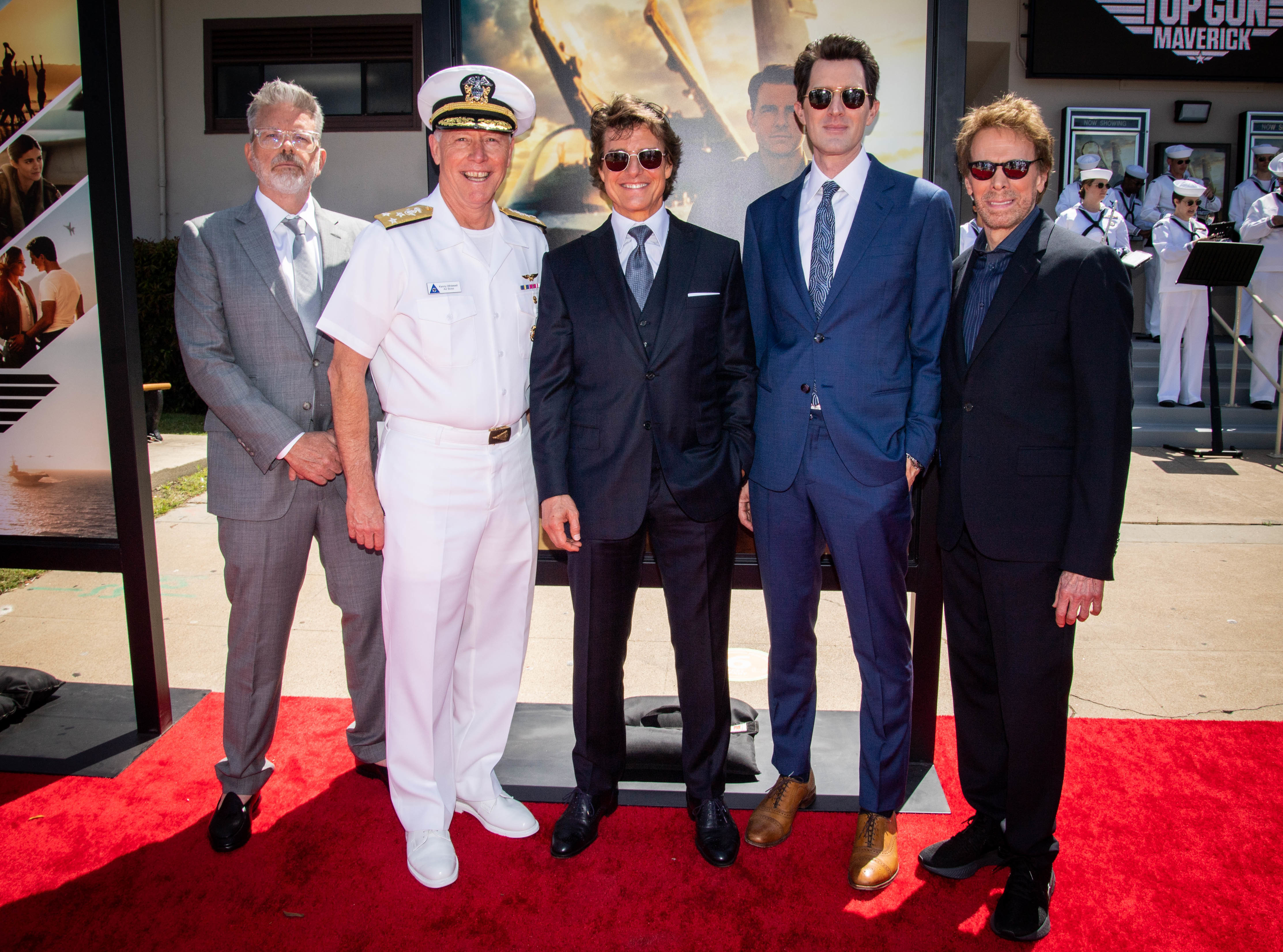
Christopher McQuarrie, viceamiral Kenneth R. Whitesell, Tom Cruise, Joseph Kosinski och Jerry Bruckheimer på filmpremiären den 4 maj 2022.

| Tom Cruise        | – Kapten Pete "Maverick" Mitchell        |
| Miles Teller      | – Löjtnant Bradley "Rooster" Bradshaw    |
| Jennifer Connelly | – Penelope "Penny" Benjamin              |
| Jon Hamm          | – Viceamiral Beau "Cyclone" Simpson      |
| Glen Powell       | – Löjtnant Jake "Hangman" Seresin        |
| Ed Harris         | – Konteramiral Chester "Hammer" Cain     |
| Val Kilmer        | – Amiral Tom "Iceman" Kazansky           |
| Lewis Pullman     | – Löjtnant Robert "Bob" Floyd            |
| Charles Parnell   | – Konteramiral Solomon "Warlock" Bates   |
| Bashir Salahuddin | – Warrant officer Bernie "Hondo" Coleman |
| Monica Barbaro    | – Löjtnant Natasha "Phoenix" Trace       |
| Jay Ellis         | – Löjtnant Reuben "Payback" Fitch        |
| Danny Ramirez     | – Löjtnant Mickey "Fanboy" Garcia        |
| Greg Tarzan Davis | – Löjtnant Javy "Coyote" Machado         |
| Manny Jacinto     | – Löjtnant Billy "Fritz" Avalone         |
| Jake Picking      | – Löjtnant Brigham "Harvard" Lennox      |
| Jack Schumacher   | – Löjtnant Neil "Omaha" Vikander         |
| Kara Wang         | – Löjtnant Callie "Halo" Bassett         |
| Lyliana Wray      | – Amelia Benjamin                        |
| Jean Louisa Kelly | – Sarah Kazansky                         |
| James Handy       | – Jimmy                                  |
| Chido Nwokocha    | – Mission Controller                     |
| Molly Malin       | – Kund                                   |
| Chelsea Harris    | – Flaggadjutant Angela Burke             |

## Om filmen
Top Gun: Maverick var först planerad att ha premiär den 12 juli 2019, men på grund av COVID-19-pandemin och planeringskonflikter har filmen blivit uppskjuten flera gånger. Den hade biopremiär i USA och i flera andra länder den 27 maj 2022, utgiven av Paramount Pictures. Den var även tillgänglig att se på streamingtjänsten Paramount+ 45 dagar efter sin biopremiär.